# Muhlbach-sur-Bruche
Muhlbach-sur-Bruche (deutsch Mühlbach an der Breusch) ist eine französische Gemeinde mit 643 Einwohnern (Stand 1. Januar 2021) im Département Bas-Rhin in der Region Grand Est (bis 2015 Elsass). Das Dorf liegt im Breuschtal und wird von der Route Express de la Vallée de la Bruche und der Bahnstrecke Strasbourg–Saint-Dié der SNCF passiert.

## Wappen
Der obere Teil ist das Rohan-Wappen. Lange, bis zur Revolution, gehörte der Ort den Bischöfen von Straßburg. Die vier letzten Bischöfe von Straßburg stellten die ursprünglich aus der Bretagne stammende Adelsfamilie Rohan. Es ist gespalten, rechts (eigentlich in Rot) neun (3:3:3) goldene Fensterrauten (Rohan) und links Darstellung Hermelin (Bretagne). Der untere Teil symbolisiert die für den Ort wirtschaftlich wichtige Mühle.

## Sehenswürdigkeiten
- Kirche Unserer lieben Frau Mariä Himmelfahrt. Die vormalige größere Barockkirche von 1721 wurde 1826 völlig umgebaut. Das neugotische Kirchengebäude umfasst vorne einen 40 Meter hohen Glockenturm, ein einziges Kirchenschiff und einen polygonalen Chor. Im Inneren wurde die Orgel von Stiehr-Mockers 1881 eingebaut.
- Château du Mullerhof. Ein Henry Müller aus dem nahen Schirmeck kaufte 1840 eine Mühle in Muhlbach-sur-Bruche und installierte dort einen sich drehenden Webstuhl. Er erbaute zusätzlich ein châteauähnliches Anwesen, das seinen Namen Mullerhof erhielt. Heute betreiben die Dominikaner in diesem Anwesen das Collège Saint Thomas von Aquin, eine Privatschule/Lycée.
- Grabkapelle von 1861 nähe Mullerhof, Muhlbach-sur-Bruche. Diese neogotische Grabkapelle entstand unter dem Zweiten Kaiserreich im Auftrag des Industriellen Jean-Baptiste Muller und seiner Gattin Caroline Baumlin als Anbau zu ihrem Château du Mullerhof. Der Architekt war angeblich Viollet-le-Duc. Unter gravierten Bodenplatten liegen mehrere Großindustrielle der Familie Coulaux begraben. Auch die Mutter des Chorherrn Paul Muller Simonis wurde hier bestattet. Im Elsass ist diese private Grabkapelle in ihrer Monumentalität praktisch unerreicht. Sie steht unter Denkmalschutz und ist heute in Privatbesitz.

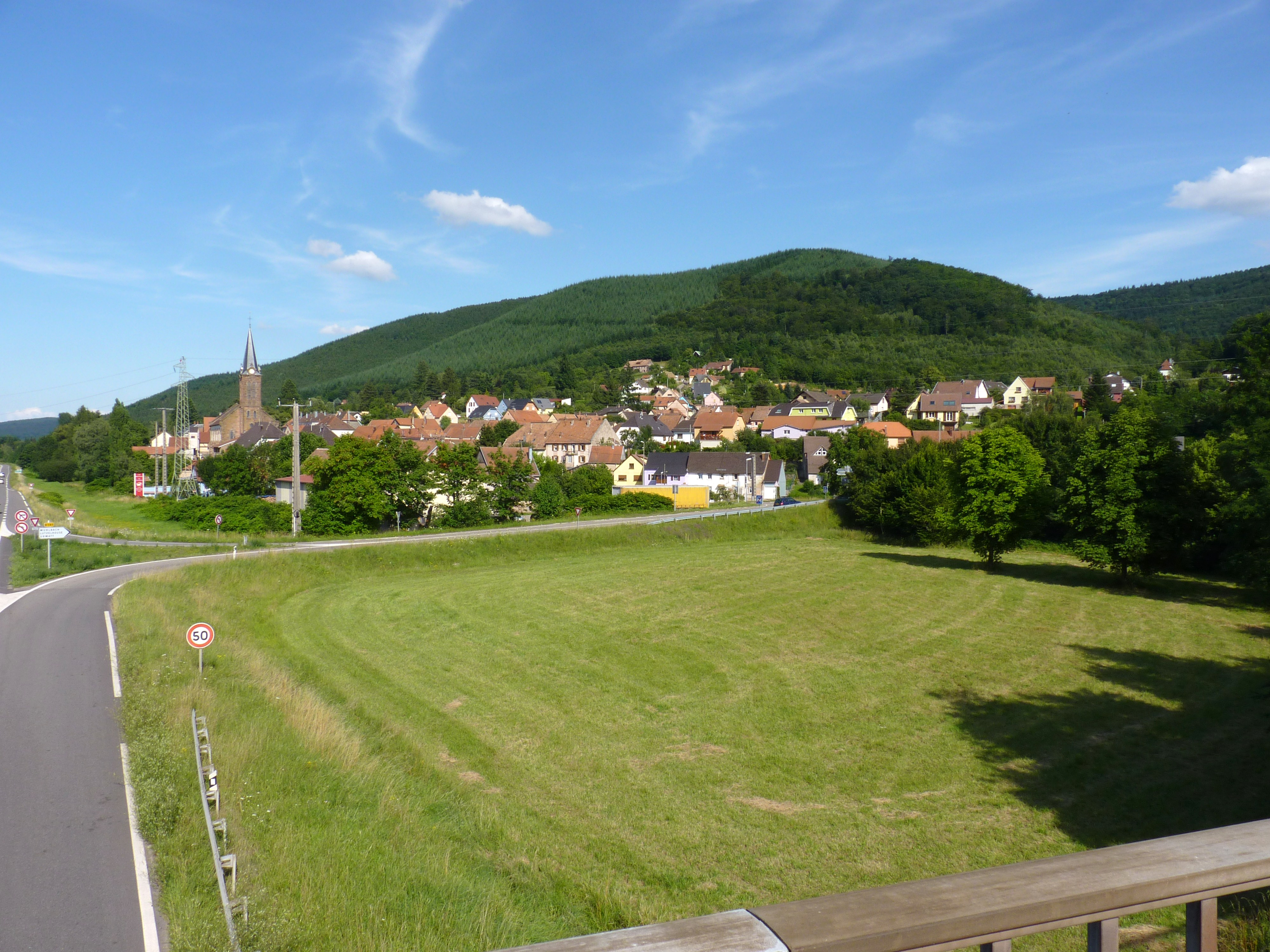
Ortsansicht
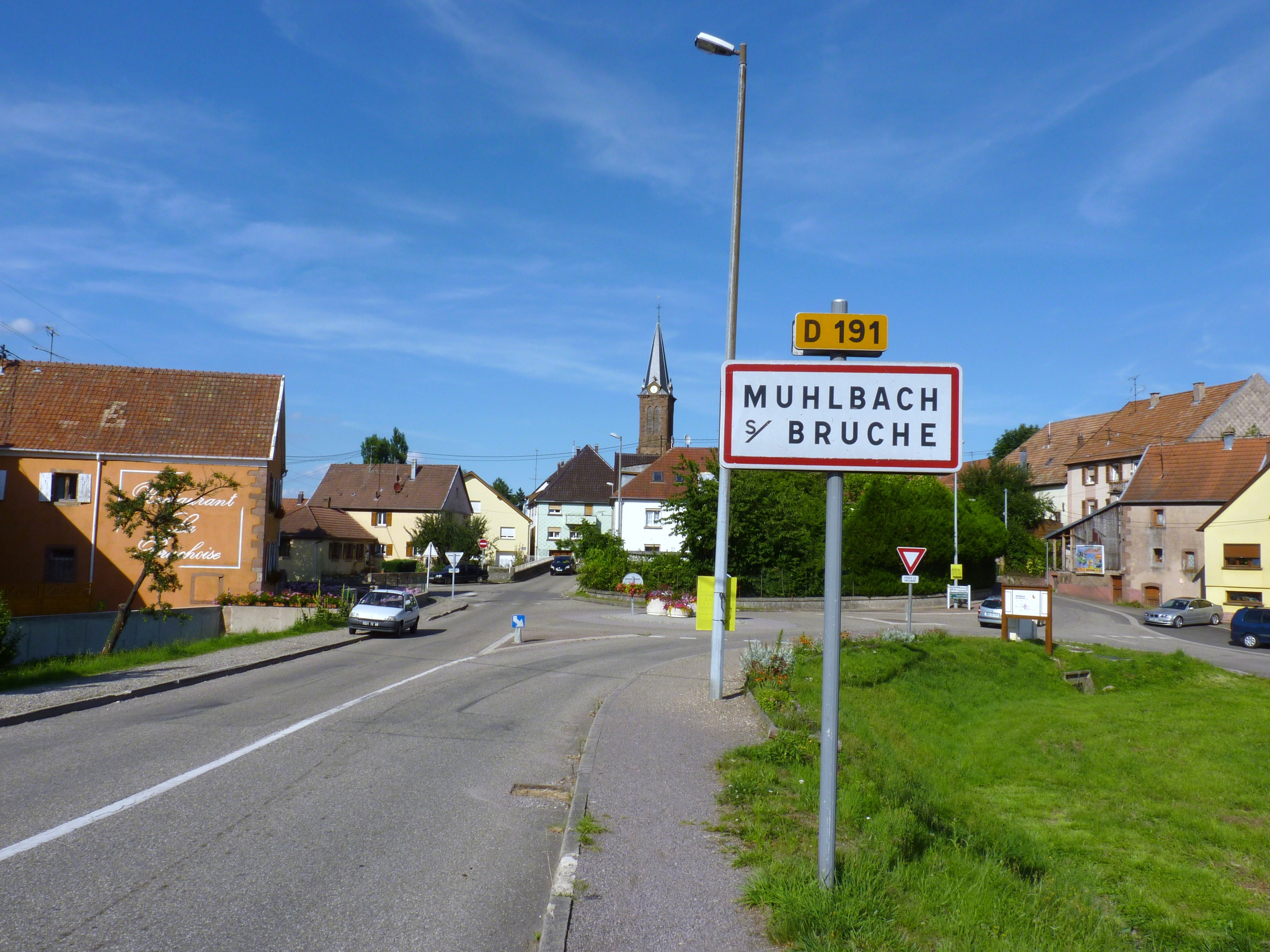
Ortseingang
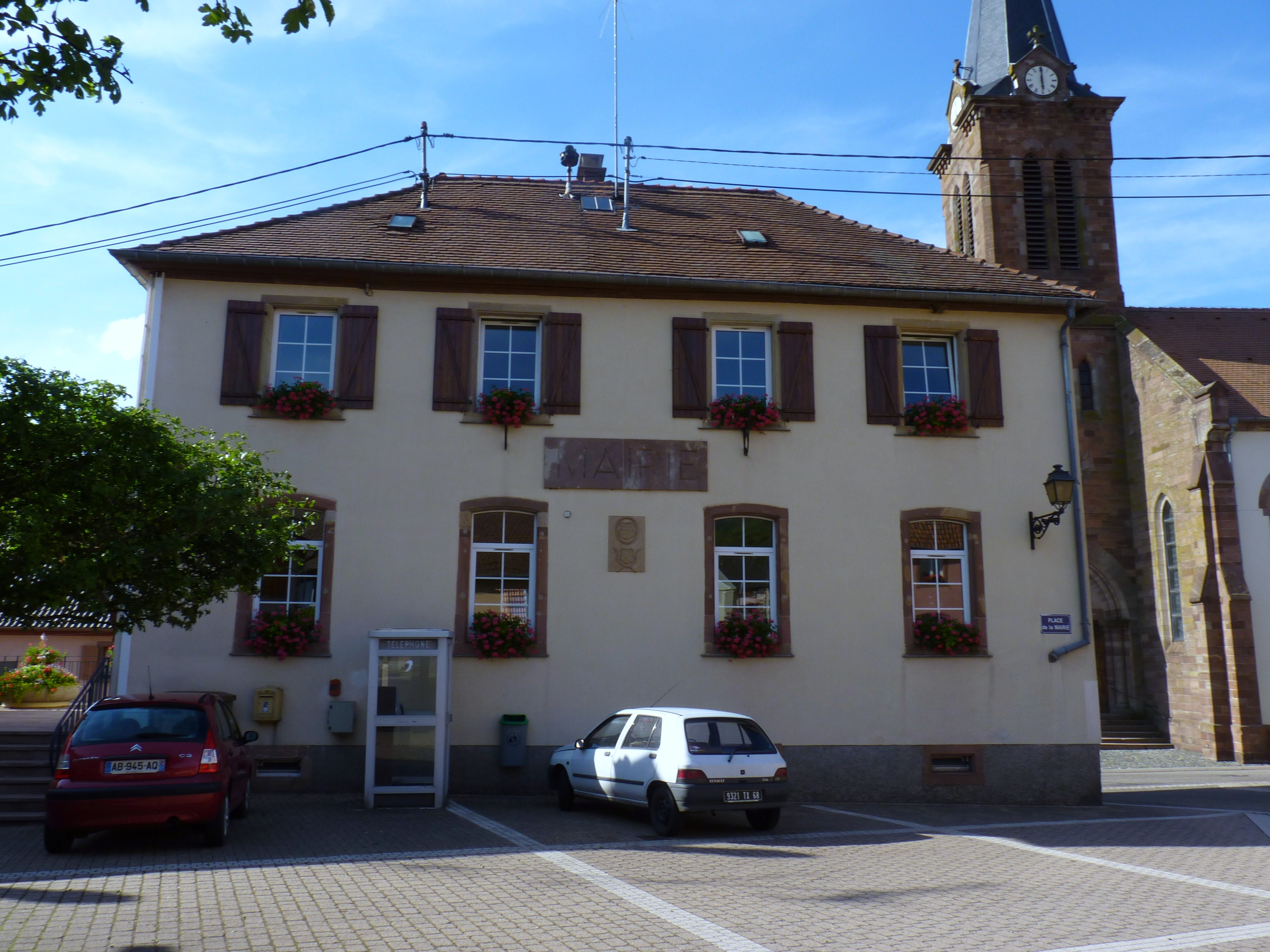
Mairie (Rathaus)
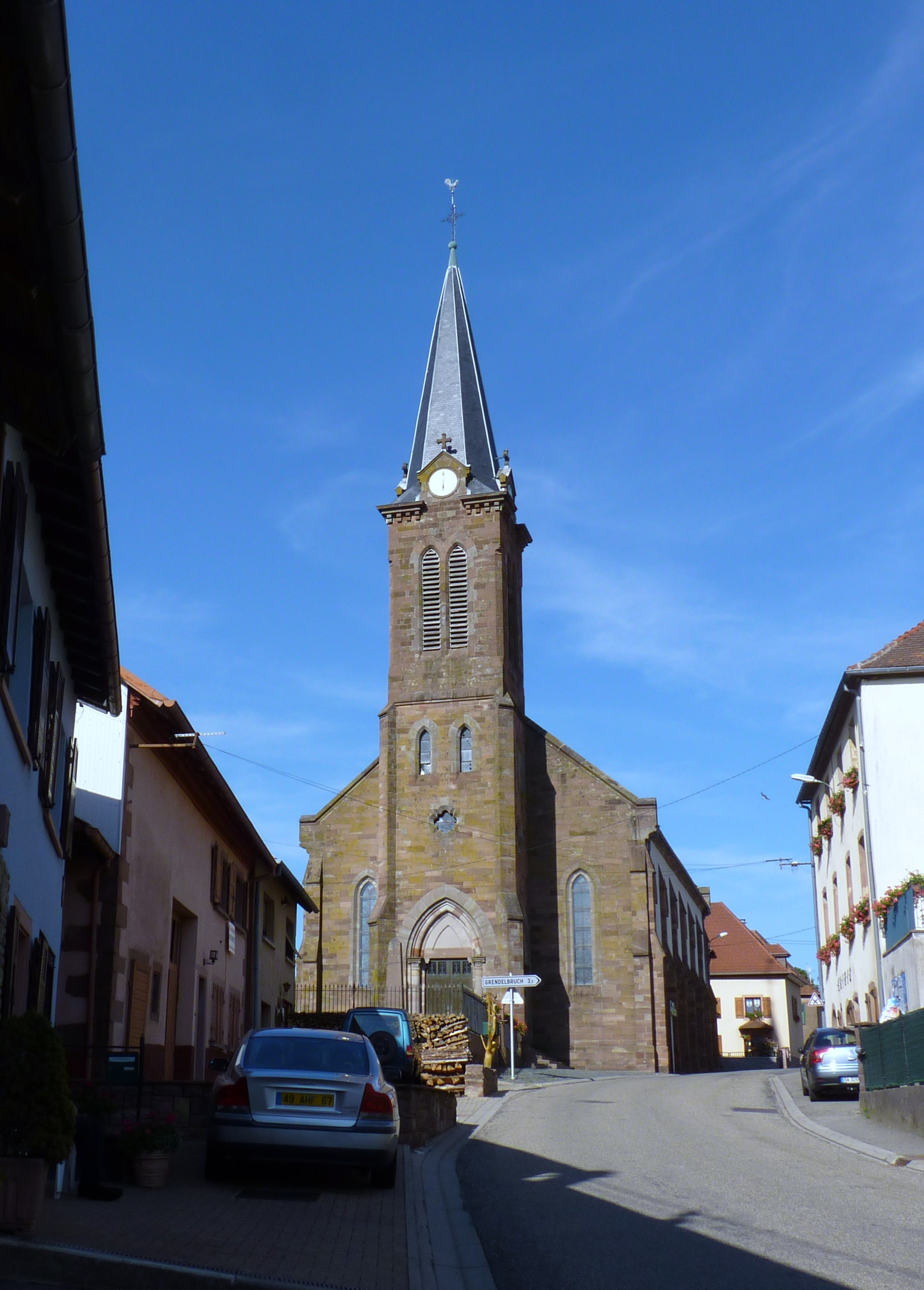
Katholische Kirche Maria-Himmelfahrt
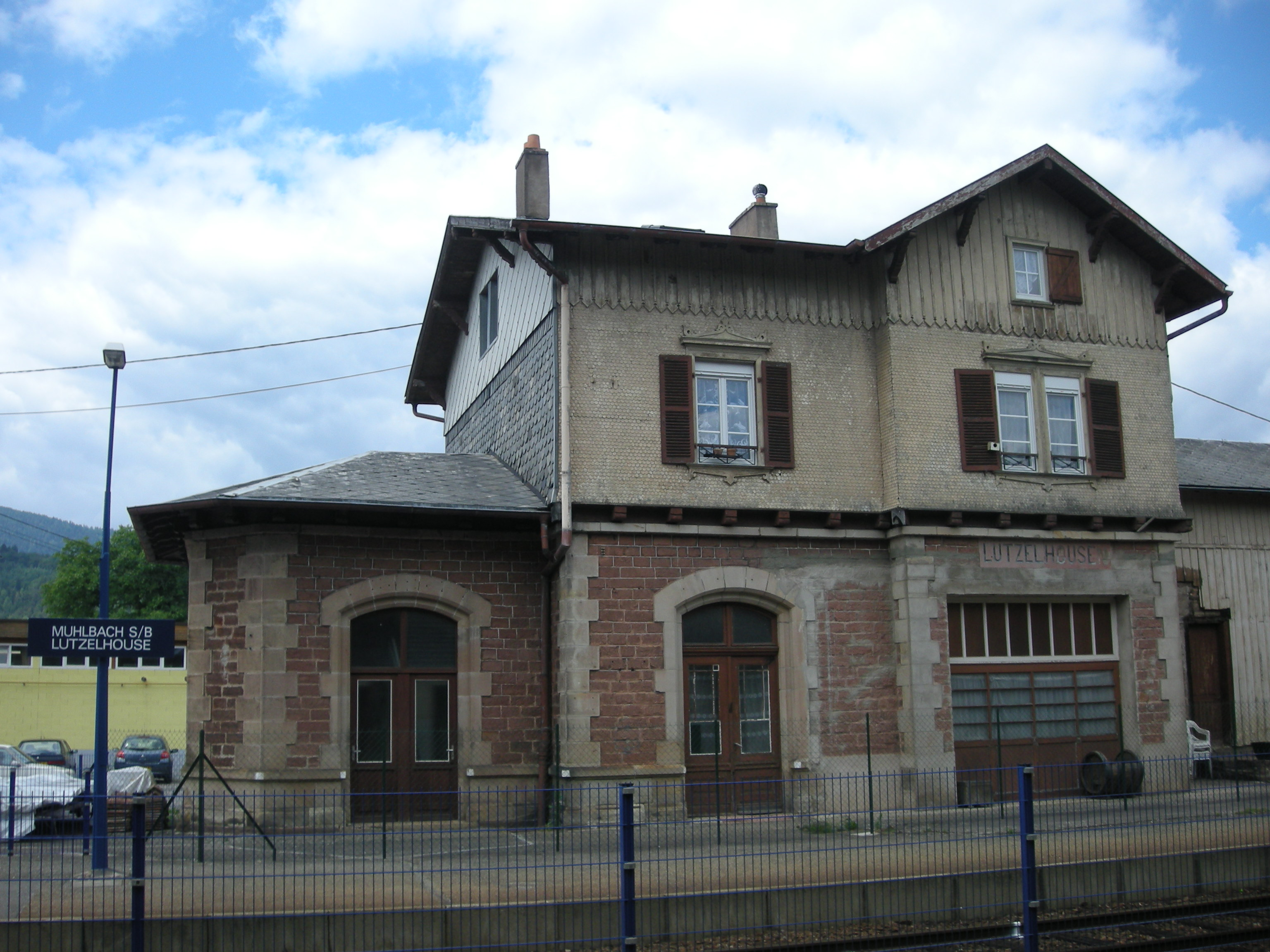
Bahnhof Muhlbach s/B – Lutzelhouse
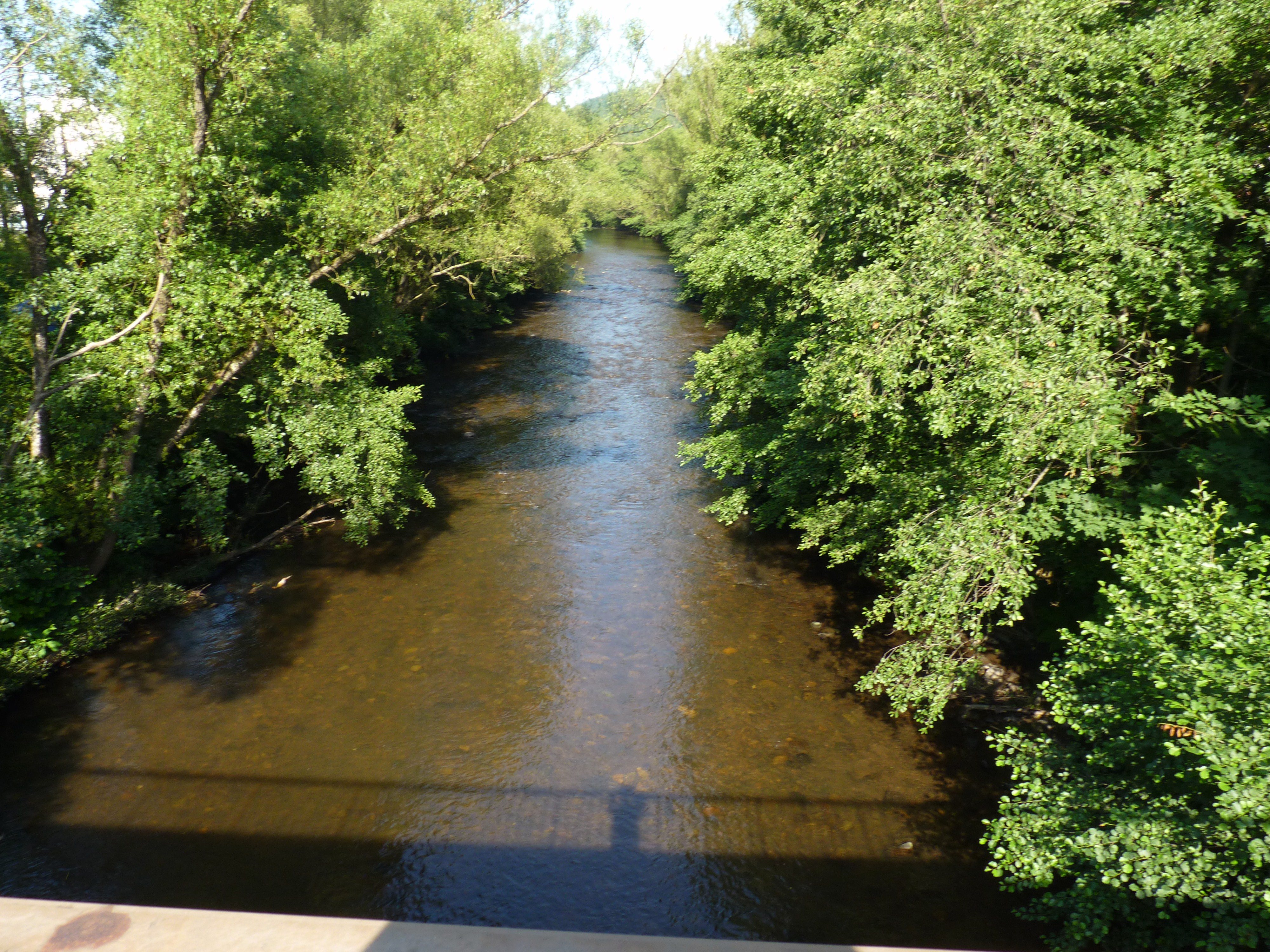
Muhlbach
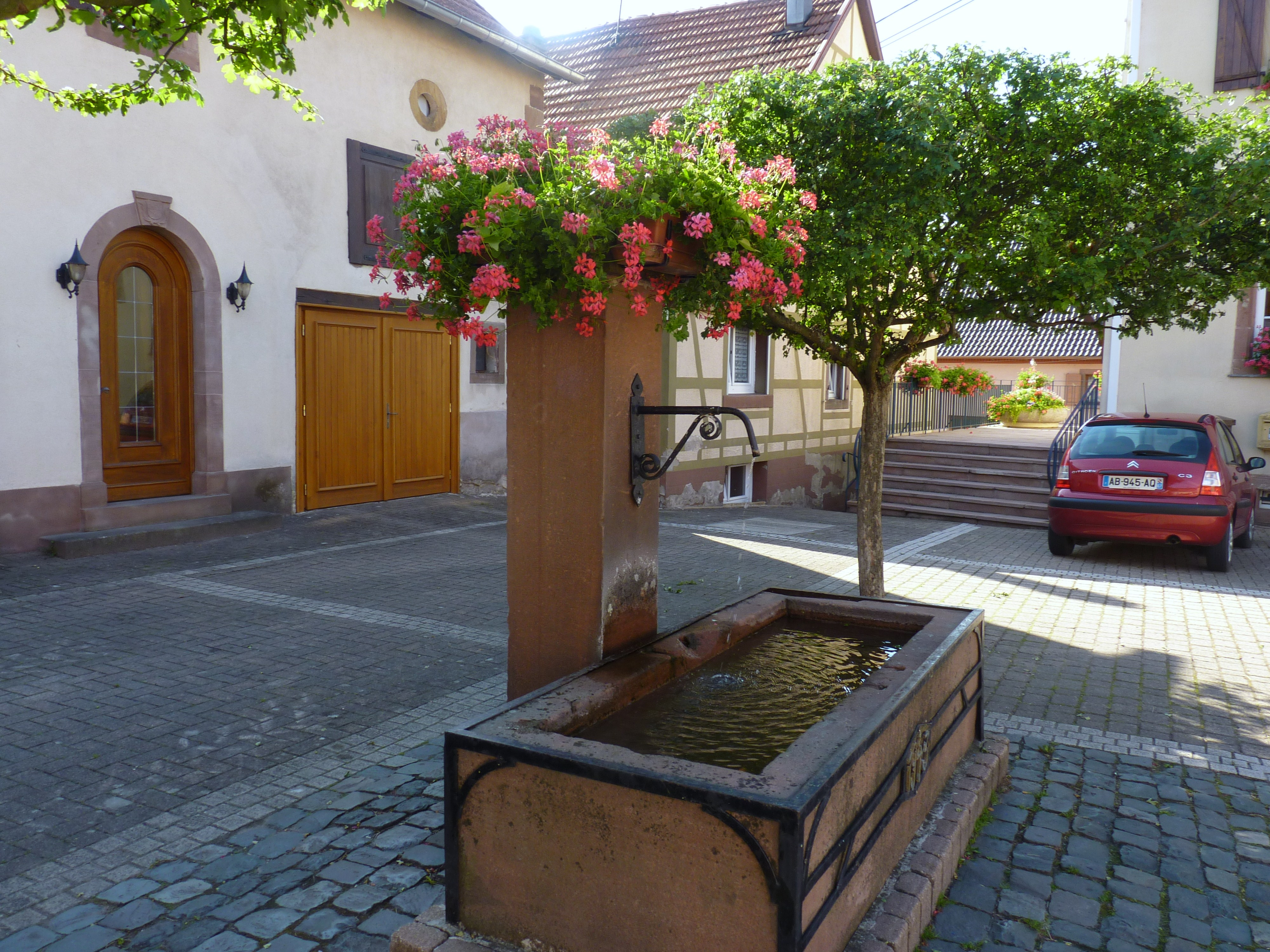
Ortsbrunnen

## Bevölkerungsentwicklung
| 1962 | 1968 | 1975 | 1982 | 1990 | 1999 | 2007 | 2013 |
| ---- | ---- | ---- | ---- | ---- | ---- | ---- | ---- |
| 508  | 558  | 532  | 548  | 583  | 611  | 636  | 650  |